# Championnats d'Europe de judo 1996
Navigation
Édition précédente Édition suivante
Les championnats d'Europe de judo 1996 se sont déroulés à La Haye, aux Pays-Bas. Pour ce qui est des épreuves par équipes, elles ont eu lieu à Saint-Pétersbourg, en Russie, le 19 octobre 1996 (voir article connexe).

## Résultats

### Hommes
| Catégorie         | Or                    | Argent             | Bronze                                  |
| −60 kg            | Giorgi Vazagashvili   | Nigel Donohue      | Girolamo Giovinazzo Franck Chambily     |
| −65 kg            | Giorgi Revazishvili   | Julian Davis       | Peter Schlatter Larbi Benboudaoud       |
| -71 kg            | Danny Kingston        | Thomas Schleicher  | Ilya Chimchiuri Christophe Gagliano     |
| -78 kg            | Djamel Bouras         | Oleg Cretul        | Konstantin Savtchichkine Patrick Reiter |
| -86 kg            | Mark Huizinga         | Oleg Maltsev       | Sergei Klischin Ryan Birch              |
| -95 kg            | Paweł Nastula         | Pedro Soares       | Ghislain Lemaire Dimitri Sergeev        |
| +95 kg            | David Khakhaleichvili | Sergueï Kossorotov | Rafał Kubacki Selim Tataroğlu           |
| Toutes catégories | Indrek Pertelson      | Selim Tataroğlu    | Ramaz Chochosvili Harry Van Barneveld   |

### Femmes
| Catégorie         | Or                  | Argent                  | Bronze                                 |
| -48 kg            | Yolanda Soler       | Jane Perlberg           | Laura Moise-Morics Giovanna Tortora    |
| -52 kg            | Sharon Rendle       | Alessandra Giungi       | Nicole Flagothier Marie-Claire Restoux |
| -56 kg            | Jessica Gal         | Maria Pekli             | Magali Baton Isabel Fernández          |
| -61 kg            | Gella Vandecaveye   | Catherine Fleury-Vachon | Jenny Gal Diane Bell                   |
| -66 kg            | Claudia Zwiers      | Emanuela Pierantozzi    | Anja von Rekowski Radka Štusáková      |
| -72 kg            | Ulla Werbrouck      | Karin Kienhuis          | Estha Essombe Hannah Ertel             |
| +72 kg            | Angelique Seriese   | Johanna Hagn            | Svetlana Goudarenko Michelle Rogers    |
| Toutes catégories | Monique van der Lee | Donata Burgatta         | Irina Rodina Simona Richter            |

## Tableau des médailles
| Rang | Pays               | Médaille d'or | Médaille d'argent | Médaille de bronze | Total |
| ---- | ------------------ | ------------- | ----------------- | ------------------ | ----- |
| 1    | Pays-Bas           | 5             | 1                 | 1                  | 7     |
| 2    | Géorgie            | 3             | 0                 | 1                  | 4     |
| 3    | Royaume-Uni        | 2             | 2                 | 3                  | 7     |
| 4    | Belgique           | 2             | 0                 | 2                  | 4     |
| 5    | France             | 1             | 1                 | 7                  | 9     |
| 6    | Pologne            | 1             | 0                 | 1                  | 2     |
| -    | Espagne            | 1             | 0                 | 1                  | 2     |
| 8    | Estonie            | 1             | 0                 | 0                  | 1     |
| 9    | Italie             | 0             | 3                 | 2                  | 5     |
| 10   | Russie             | 0             | 2                 | 4                  | 6     |
| 11   | Allemagne          | 0             | 2                 | 3                  | 5     |
| 12   | Autriche           | 0             | 1                 | 2                  | 3     |
| 13   | Turquie            | 0             | 1                 | 1                  | 2     |
| 14   | Hongrie            | 0             | 1                 | 0                  | 1     |
| -    | Moldavie           | 0             | 1                 | 0                  | 1     |
| -    | Portugal           | 0             | 1                 | 0                  | 1     |
| 17   | Roumanie           | 0             | 0                 | 2                  | 2     |
| -    | Ukraine            | 0             | 0                 | 1                  | 1     |
| 19   | République tchèque | 0             | 0                 | 1                  | 1     |

## Sources
- Podiums complets sur le site JudoInside.com.

- Podiums complets sur le site alljudo.net.

- Podiums complets sur le site Les-Sports.info.